# Kwestia homerycka
Kwestia homerycka lub homerowa – spór dotyczący autorstwa i okoliczności powstania Iliady i Odysei. Choć autorstwo dzieł tradycyjnie przypisywanych Homerowi budziło wątpliwości już w starożytności, to nowożytny spór zapoczątkował  Friedrich August Wolf opublikowaną w 1795 roku pracą Prolegomena ad Homerum.

## Rozwinięcie

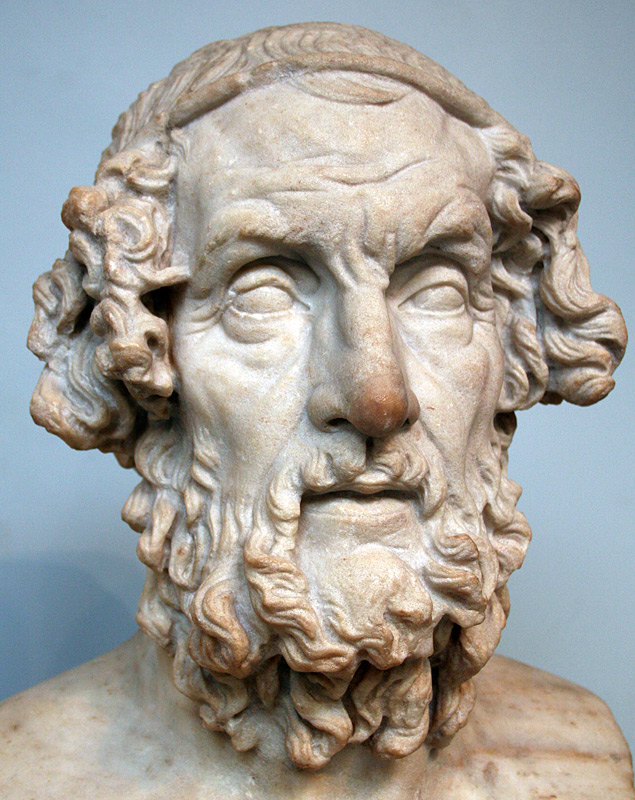
Homer – rzymska kopia hellenistycznej rzeźby z II wieku p.n.e.

Chociaż w starożytnej Grecji za autora obu dzieł powszechnie uznawano Homera, pojawiły się też głosy „rozdzielaczy” (choridzontes), wedle których utwory te mają różnych autorów. Rozmaite były także opinie starożytnych co do pochodzenia autora i czasu powstania dzieł. Za miejsce narodzin Homera uważano Smyrnę, Chios, Itakę, Kolofon, Pylos, Ateny lub Argos, datowano je zaś pomiędzy 1104 a 694 rokiem przed naszą erą. 
Nowożytna kwestia homerycka jako zjawisko kulturalne została wywołana przez Friedricha Augusta Wolfa, który w 1795 roku ogłosił pracę Prolegomena ad Homerum sive de operum Homericorum prisca et genuina forma variisque mutationibus et probabili ratione emendandi (pol. Wstęp do Homera, czyli o dawnym i pierwotnym kształcie poematów Homerowych, różnych ich przemianom i prawdopodobnej metodzie ich „oczyszczenia”). O ile wnioski pracy nie były oryginalne, to postawione w niej pytania rozbudziły dociekania europejskich filologów klasycznych. W wydanym w 1769 roku „Eseju na temat pierwotnego geniuszu Homera” (ang. An Esay on the Original Genius of Homer) Robert Wood wysunął tezę, jakoby Homer miał być niepiśmiennym twórcą pieśni przeznaczonych do przekazywania ustnego – pismo za czasów Homera miało być nieznane, co sugeruje jego nieobecność w poematach. Wolf wokół założenia tego postawił kolejne hipotezy. Jeśli bowiem homeryckie poematy przekazywano drogą ustną (przez aojdów), to mogły one podlegać ewolucji podczas kolejnych wykonań, jak również zmianom podczas późniejszego ich spisania. Jeżeli więc każdy z kolejnych autorów dodawał do poematów twórczy element, to czy Iliada i Odyseja nie są wspólnym dziełem całych pokoleń greckich poetów? Założenie o istnieniu wielu autorów poematów stanowiło podstawę dalszych rozważań „pluralistów” (inaczej „analityków”).
Tezy Wolfa rozpatrywano wielokierunkowo. Johann Gottfried Jakob Hermann zauważył, że zarówno w Iliadzie, jak i Odysei nie wszystkie części mają istotne znaczenie dla konstrukcji utworów. Na tej podstawie wywnioskował (prace z 1831 i 1832 roku), że Homer był autorem jedynie najważniejszych części poematów, które następnie rozbudowywali jego następcy. Nadano temu nazwę „teorii rdzenia” (Kerntheorie), która była bardzo popularna do końca XIX wieku. Jej zwolennicy usiłowali wydzielić oryginalny tekst Homera z późniejszych naleciałości.
Autorem innej teorii był Karl Lachmann. W pracy z 1847 roku sugerował, że Iliada powstała wskutek połączenia za czasów Pizystrata osiemnastu pieśni różnych autorów. Sformułowana przez niego „teoria pieśni” negowała autorstwo Homera, choć będący jej zwolennikiem Gregor Wilhelm Nitzsch przypisał mu twórcze połączenie owych pierwotnych dzieł. Zwolennicy teorii pieśni starali się wyodrębnić w Iliadzie i Odysei pierwotne utwory.
Trzecią pluralistyczną teorią powstałą pod wpływem dwóch poprzednich, była „teoria kompilacji”. Zakładała ona, że przed Homerem istniała bogata tradycja poezji ustnej, którą zebrał on i wykorzystał – łącząc wszystko spójną fabułą – do napisania swych poematów. Stały się one inspiracją dla późniejszych poetów, którzy dzieła swe wkomponowali w pierwotny utwór. Głównym przedstawicielem tego poglądu był Ulrich von Wilamowitz-Moellendorff.
Reakcją na pojawienie się teorii pluralistycznych były prace filologów klasycznych próbujących udowodnić jedność autorstwa obu utworów. Teoria unitarna zyskała popularność na przełomie XIX i XX wieku. 
Osobnym tematem rozważań jest teza, wedle której Iliada i Odyseja mają osobnych autorów. Badacze zgadzają się co do tego, że powstanie poematów dzieli około pół wieku. Ważnym argumentem przemawiającym za teorią dualistyczną są różnice w obu utworach w zakresie prezentowanych wartości moralnych i obrazie życia pozagrobowego. Głównym argumentem unitarystów jest natomiast fakt, iż tradycja zapamiętała jednego autora dla obu dzieł.
Akademickie spory nad kwestią homerycką doprowadziły do rozwoju metodologii badań literatury.
Kwestię homerycką i Friedricha Augusta Wolfa wspomina w wierszu Development z tomu Asolando dziewiętnastowieczny angielski poeta Robert Browning.